# Kauko Salomaa
Kauko Johannes Salomaa (* 28. Februar 1928 in Wyborg; † 29. Juli 2016 in Vantaa) war ein finnischer Eisschnellläufer.

## Werdegang
Salomaa, der für den Helsingin Luistinkiitäjät startete, nahm von 1949 bis 1958 an internationalen Rennen teil und errang bei der Mehrkampfweltmeisterschaft 1949 in Oslo den 23. Platz im Großen Vierkampf. In den folgenden Jahren belegte er bei der Mehrkampfeuropameisterschaft 1950 in Helsinki den 11. Platz, bei der Mehrkampfweltmeisterschaft 1950 in Eskilstuna den 17. Rang und bei der Mehrkampfeuropameisterschaft 1951 in Oslo den 13. Platz im Großen Vierkampf. Bei seiner ersten Teilnahme an Olympischen Winterspielen im Februar 1952 in Oslo lief er auf den 24. Platz über 500 m, auf den 13. Rang über 5000 m, auf den 12. Platz über 10.000 m und auf den siebten Platz über 1500 m.
In der Saison 1952/53 erreichte Salomaa bei der Mehrkampfeuropameisterschaft 1953 in Hamar den 15. Platz und bei der Mehrkampfweltmeisterschaft 1953 in Helsinki den 19. Rang im Großen Vierkampf. In den folgenden Saisons kam er bei der Mehrkampfeuropameisterschaft 1954 in Davos auf den 20. Platz, bei der Mehrkampfeuropameisterschaft 1955 in Falun auf den 27. Rang und bei der Mehrkampfweltmeisterschaft 1955 in Moskau auf den 39. Platz im Großen Vierkampf. In der Saison 1955/56 belegte er bei den Olympischen Winterspielen 1956 in Cortina d’Ampezzo den 21. Platz über 5000 m sowie den 17. Rang über 10.000 m und bei der Mehrkampfeuropameisterschaft 1956 in Helsinki den 19. Platz im Großen Vierkampf. Bei finnischen Meisterschaften siegte er dreimal im Mehrkampf (1950, 1953, 1955) und errang zweimal den zweiten (1951, 1952) sowie dreimal den dritten Platz (1954, 1956, 1957).

## Erfolge

### Olympische Spiele
- 1952 Oslo: 7. Platz 1500 m, 12. Platz 10.000 m, 13. Platz 5000 m, 24. Platz 500 m
- 1956 Cortina d’Ampezzo: 17. Platz 10.000 m, 21. Platz 5000 m

### Mehrkampf-Weltmeisterschaften
- 1949 Oslo: 23. Platz Großer Vierkampf
- 1950 Eskilstuna: 17. Platz Großer Vierkampf
- 1953 Helsinki: 19. Platz Großer Vierkampf
- 1955 Moskau: 39. Platz Großer Vierkampf

### Mehrkampf-Europameisterschaften
- 1950 Helsinki: 11. Platz Großer Vierkampf
- 1951 Oslo: 13. Platz Großer Vierkampf
- 1953 Hamar: 15. Platz Großer Vierkampf
- 1954 Davos: 20. Platz Großer Vierkampf
- 1955 Falun: 27. Platz Großer Vierkampf
- 1956 Helsinki: 19. Platz Großer Vierkampf

## Persönliche Bestleistungen
| Disziplin | Zeit        | Datum            | Ort          |
| --------- | ----------- | ---------------- | ------------ |
| 500 m     | 43,5 s      | 20. März 1954    | Rovaniemi    |
| 1500 m    | 2:16,3 min  | 20. Januar 1956  | Davos        |
| 3000 m    | 4:52,3 min  | 28. Februar 1956 | Lappeenranta |
| 5000 m    | 8:14,3 min  | 29. Januar 1956  | Misurinasee  |
| 10.000 m  | 17:19,0 min | 31. Januar 1956  | Misurinasee  |